# Songcatcher
Songcatcher ist ein US-amerikanisches Filmdrama der Regisseurin Maggie Greenwald aus dem Jahr 2000. Es handelt von einer Musikwissenschaftlerin, die die Volksmusik der Appalachen im westlichen North Carolina erforscht, archiviert und sammelt. Obwohl Songcatcher ein Spielfilm ist, basiert er lose auf der Arbeit von Olive Dame Campbell, der Gründerin der John C. Campbell Folk School in Brasstown, North Carolina.

## Handlung
Nachdem ihr die Promotion an ihrer Universität verweigert wird, reist Lily Penleric (Janet McTeer) impulsiv zu ihrer Schwester, die in den Appalachen Lehrerin an einer ländlichen Schule ist. Dort stößt sie auf die Entdeckung ihres Lebens: eine Fundgrube an alten schottisch-irischen Balladen, Liedern, die von Generation zu Generation überliefert wurden, und durch die Abgeschiedenheit der Berge ihre Einzigartigkeit bewahren konnten. Durch ihre Hartnäckigkeit gewinnt sie Zugang zu den Einheimischen und kann die alten Überlieferungen dokumentieren – und verliebt sie sich in den einheimischen Musiker Tom Bledsoe (Aidan Quinn).